# 波多黎各公開賽
波多黎各公開賽（Puerto Rico Open）是PGA巡迴賽的賽事之一，開始於2008年。 波多黎各公開賽是唯一在波多黎各舉辦的PGA巡迴賽賽事。這項賽事的冠軍可以獲得300FedEx Cup積分。

## 外部連結
- 官方网站
- Coverage on PGA Tour's official site （页面存档备份，存于）

18°24′18″N 65°47′56″W / 18.405°N 65.799°W